# مارتیانوس کاپلا

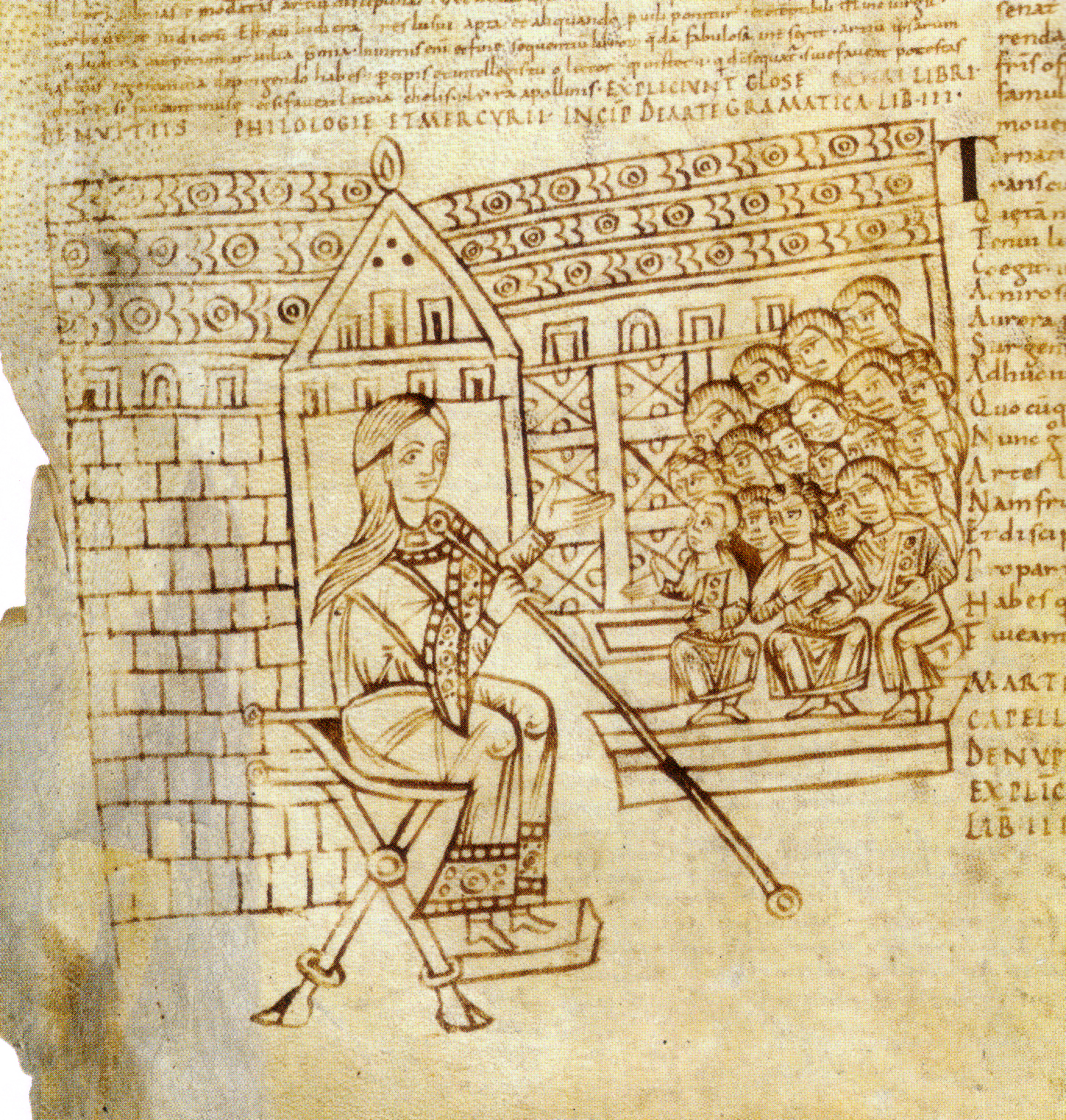
طرح‌نگاره‌ای از شیوهٔ تدریس «مارتیانوس کاپلا» که در آن به شاگردانش تعلیم می‌دهد.

مارتیانوس کاپلا (به لاتین: Martianus Minneus Felix Capella) یکی از نویسندگان نثر لاتین در دوران باستان متأخر بود (fl. c. 410–420), او یکی از نخستین نظام‌های هفت‌گانهٔ علوم مقدماتی قرون وسطی را شکل داد. دانشنامه‌ای که او نگاشته، De nuptiis Philologiae et Mercurii (به معنی "در باب ازدواج مرکوری و فیلولوژی", با نام دیگر De septem disciplinis "در باب هفت تربیت") از استادانه‌ترین گونه‌های تمثیل برای ادبیات تعلیمی است که در قالب نثر آمیخته با صنایع تلمیح منظوم آورده شده‌است.
دیدگاه فلسفی مارتیانوس برگرفته از نظریات فلسفه نوافلاطونی و افلاطونی بود که در مکتب فلوطین و شاگردانش تدریس می‌شد. همچون نویسندهٔ معاصر خود ماکروبیوس، که اثر شکوهمند آیین در روم باستان را نوشته، مارتیانوس هم اشاره‌ای به باورهای مذهبی خود نکرده‌است. بسیاری از نوشته‌های او به شکل مکالمه هستند و در نتیجه پاسخ شخصیت‌ها می‌تواند بر باور نویسنده دلالت نکند.